# Aphoebantus catenarius
Aphoebantus catenarius är en tvåvingeart som beskrevs av Axel Leonard Melander 1950. Aphoebantus catenarius ingår i släktet Aphoebantus och familjen svävflugor.
Artens utbredningsområde är Arizona. Inga underarter finns listade i Catalogue of Life.